# Elkwater (Alberta)
Elkwater est une communauté située dans la province d'Alberta, dans le sud-est.